# Balodano (Mandrehe Utara)
Balodano is een bestuurslaag in het regentschap Nias Barat van de provincie Noord-Sumatra, Indonesië. Balodano telt 943 inwoners (volkstelling 2010).